# Among the Roses
Among the Roses è un cortometraggio muto del 1910 diretto da Harry Solter.

## Produzione
Il film fu prodotto dall'Independent Moving Pictures Co. of America (IMP)

## Distribuzione
Il film - un cortometraggio di una bobina - uscì nelle sale statunitensi il 15 agosto 1910, distribuito dalla Motion Picture Distributors and Sales Company.